# Великая ирония
«Великая ирония» (фр. Coup de Chance) — трагикомедийный триллер Вуди Аллена. В главных ролях снялись Лу де Лааж, Нильс Шнайдер и Мельвиль Пупо. Это 50-я по счёту полнометражная картина в карьере режиссёра.
Мировая премьера состоялась 4 сентября 2023 года в рамках внеконкурсной программы 80-го Венецианского международного кинофестиваля. В российский прокат картина выйдет 28 сентября.

## Сюжет
Фанни работает в арт-галерее в Париже. Однажды она встречает на улице своего бывшего одноклассника Алена, который был в неё влюблен в школьные годы. Он предлагает как-нибудь встретиться во время обеда и вспомнить прошлое. Фанни соглашается. Она благосклонно принимает его ухаживания, и они начинают встречаться регулярно. Ален оказался начинающим писателем, который завершает работу над своим первым романом.
Муж Фанни — Жан — успешный бизнесмен, который, по его словам, помогает богатым людям становиться богаче. Среди знакомых Жана ходит слух, что тот стал успешен после подозрительной смерти своего компаньона. Никаких улик против Жана не нашли, и смерть компаньона объявили самоубийством.
Невинная интрижка постепенно затягивает пару. Фанни занимается любовью с Аленом в его парижской квартире неподалеку от галереи, где работает Фанни. Ален читает ей отрывки из своего романа. Не в силах скрыть захватившее её чувство Фанни рассказывает коллеге о своём любовнике.
Между тем Жан начинает подозревать жену в неверности. Он нанимает частное детективное агентство, которое, установив слежку за Фанни, быстро подтверждает его подозрения. Жан решает устранить Алена с помощью парочки наёмных головорезов. Они, совершенно не скрываясь, среди бела дня приходят в квартиру Алена, хладнокровно убивают его, пакуют труп в спортивную сумку и грузят в свою машину. Затем они вылетают на частном джете в сторону Атлантики и сбрасывают сумку с телом Алена в море. Тут выясняется, что Жан уже пользовался услугами этих бандитов, когда ликвидировал своего бывшего компаньона.
Фанни не стала обращаться в полицию в связи с пропажей Алена, опасаясь скомпрометировать себя. Мучимая угрызениями совести, она вскоре примиряется с мужем. Тем временем в гости к Фанни приезжает её мать Камилла. Фанни рассказала ей о своих отношениях с Аленом и о его неожиданном исчезновении. Мать Фанни сразу заподозрила неладное. Обыскав комнату Жана во время его отсутствия она нашла визитную карточку детективного агентства, куда обращался Жан. Камилла заявилась в это агентство и попыталась выяснить детали их расследования. Директор агентства ничего не сообщил ей, сославшись на конфиденциальность, но сразу же предупредил Жана по телефону о том, что его тёща сует свой нос в его дела.
Жан начинает планировать очередное убийство, на этот раз уже Камиллы. Он хочет инсценировать несчастный случай на охоте. Для этого он снова зовет одного из уже знакомых киллеров, который по его замыслу должен спутать Камиллу с оленем и застрелить её в лесу. Киллер признаётся, что плохо владеет охотничьим ружьём, и тогда Жан решает сам убить Камиллу из ружья киллера, а затем свалить всё на нелепую случайность.
Сначала всё идет по плану. Жан, Фанни и Камилла приезжают в загородный дом, но тут выясняется, что мать Фанни забыла дома свои лекарства. Фанни возвращается в Париж за таблетками матери, где неожиданно решает в последний раз осмотреть квартиру Алена. Во время обыска она находит рукопись его романа в тайнике в ящике стола. Тут она понимает, что Ален не мог просто так уехать, бросив рукопись. Она немедленно звонит своей матери, которая ищет дичь в лесу вместе с Жаном. Жан, спрятавшись в чаще, прицеливается, звучит выстрел, … и Жан падает замертво. К нему подходят трое совершенно посторонних охотников, на ходу обсуждая, как они подстрелили оленя. Но вместо оленя они находят труп Жана.

## В ролях
- Лу де Лааж — Фанни Фурнье
- Нильс Шнайдер — Ален Обер
- Мельвиль Пупо — Жан Фурнье
- Валери Лемерсье — Камиль Моро
- Эльза Зильберштейн — Кэролайн Блан
- Грегори Гадебуа — Генри Делоне
- Гийом де Тонкедек — Марсель Блан
- Янник Шуара — Марк
- Уильям Надилам — Чарльз
- Сара Мартинш — Джулия
- Арно Вьяр — Пьер
- Жанна Бурно — Линда
- Анн Луаре — Дельфина
- Саманта Фуллер — Хлоя
- Эмили Инсерти-Форментини — Сюзанна
- Филипп Юшан — Дуг
- Сам Мирхоссеини — Драгос
- Изабель де Гертог — Шарлотта
- Брюно Гуэри — Жиль

## Производство
В 2020 году, после низких рейтингов его предыдущего фильма «Фестиваль Рифкина», появились слухи о том, что режиссёр уходит на пенсию. Эти слухи были опровергнуты самим Вуди Алленом, хотя в июне 2022 года он заявил, что, вероятно, это будет его последний фильм. Вскоре после этого он объявил, что работает над подготовкой своего пятидесятого полнометражного фильма, рабочее название которого Wasp22, с актёрским составом, полностью состоящим из французских актеров. В июле 2022 года стало известно, что Вуди Аллен снимет триллер на французском языке. В сентябре 2022 года к актёрскому составу фильма присоединились Валери Лемерсье, Нильс Шнайдер, Лу де Лааж и Мельвиль Пупо.В феврале 2023 года было объявлено, что фильм будет называться Coup De Chance.
Съёмки фильма начались в Париже осенью 2022 года. Права на прокат фильма будут проданы на Европейском кинорынке во время Берлинского кинофестиваля.

## Критика и оценки
На сайте Rotten Tomatoes фильм имеет рейтинг 84 % основанный на 32 отзывах, со средней оценкой 7.0/10.
Ксан Брукс в своей рецензии для The Guardian поставил фильму три звезды из пяти, написав:
Сильные, правдоподобные актёрские работы смазывают колеса во время этих грохочущих переключений передач и служат для того, чтобы отвлечься от эпизодических моментов неправдоподобности. Неявно они также приглашают нас закрыть глаза на некоторые мелкие ошибки преемственности.
Оуэн Глейберман в обзоре для Variety отметил, что фильм 
…коренится в избитом континентальном знании о вопросах любви, брака, адюльтера… и избавления от людей, которые засоряют вашу жизнь. В фильме присутствует весёлый тон бесстрастного веселья, которому способствует саундтрек из джазовых композиций 60-х годов, в частности, композиция Херби Хэнкока „Cantaloupe Island“. Это не комедия, но во время просмотра вы почти видите Вуди Аллена, стоящего в стороне и хихикающего над человеческой глупостью, которую он вам показывает.